# کریس کوپر (بازیگر)
کریس کوپر (به انگلیسی: Chris Cooper) (زاده ۹ ژوئیه ۱۹۵۱) بازیگر آمریکایی است. او برای بازی در فیلم اقتباس موفق به دریافت جایزه اسکار نقش مکمل مرد از سوی آکادمی شد.
از فیلم‌های او می‌توان به میهن پرست، هویت بورن، آگوست: اوسیج کانتی، ماپت‌ها، زمانی برای کشتن، در مظان جرم، نجواگر اسب، زندگی این پسر، مردان کمپانی،زیبایی آمریکایی، مرا به یاد داشته باش، زندگی زناشویی، سرسخت، بزرگ‌راه ۶۰، ارتش فرعون، شهر امید، زن ۲۴ ساعته و روزی زیبا در محله اشاره کرد.

## جوایز
- برنده اسکار بهترین بازیگر مکمل مرد برای فیلم اقتباس سال ۲۰۰۲